# Atrichopogon downesi
Atrichopogon downesi är en tvåvingeart som beskrevs av Wirth 1980. Atrichopogon downesi ingår i släktet Atrichopogon och familjen svidknott. Inga underarter finns listade i Catalogue of Life.